# Elsbeth Rommel
Elsbeth Rommel (* 1876 in Hannover; † im 20. Jahrhundert) war eine deutsche Bildhauerin.

## Leben

### Familie
Elsbeth Rommel war die Tochter des Bildhauers Oswald Rommel senior (1844–1924), die Schwester des ein Jahr älteren Bildhauers Oswald Rommel junior und die Enkelin von Ernst Rommel, Bibliothekar der hannoverschen Universitätsbibliothek.
Im September heiratete sie laut einer Hochzeits-Anzeige im Hannoverschen Courier vom 9. September 1913 den aus Hildesheim stammenden Kandidaten für das Höhere Lehramt Leo Schultz, gab in der Zeitung selbstbewusst ihren Beruf mit „[...] akademische Bildhauerin“ an und führte fortan – für die damalige Zeit fortschrittlich – den Doppelnamen „Schultz-Rommel“.

### Werdegang und Werke

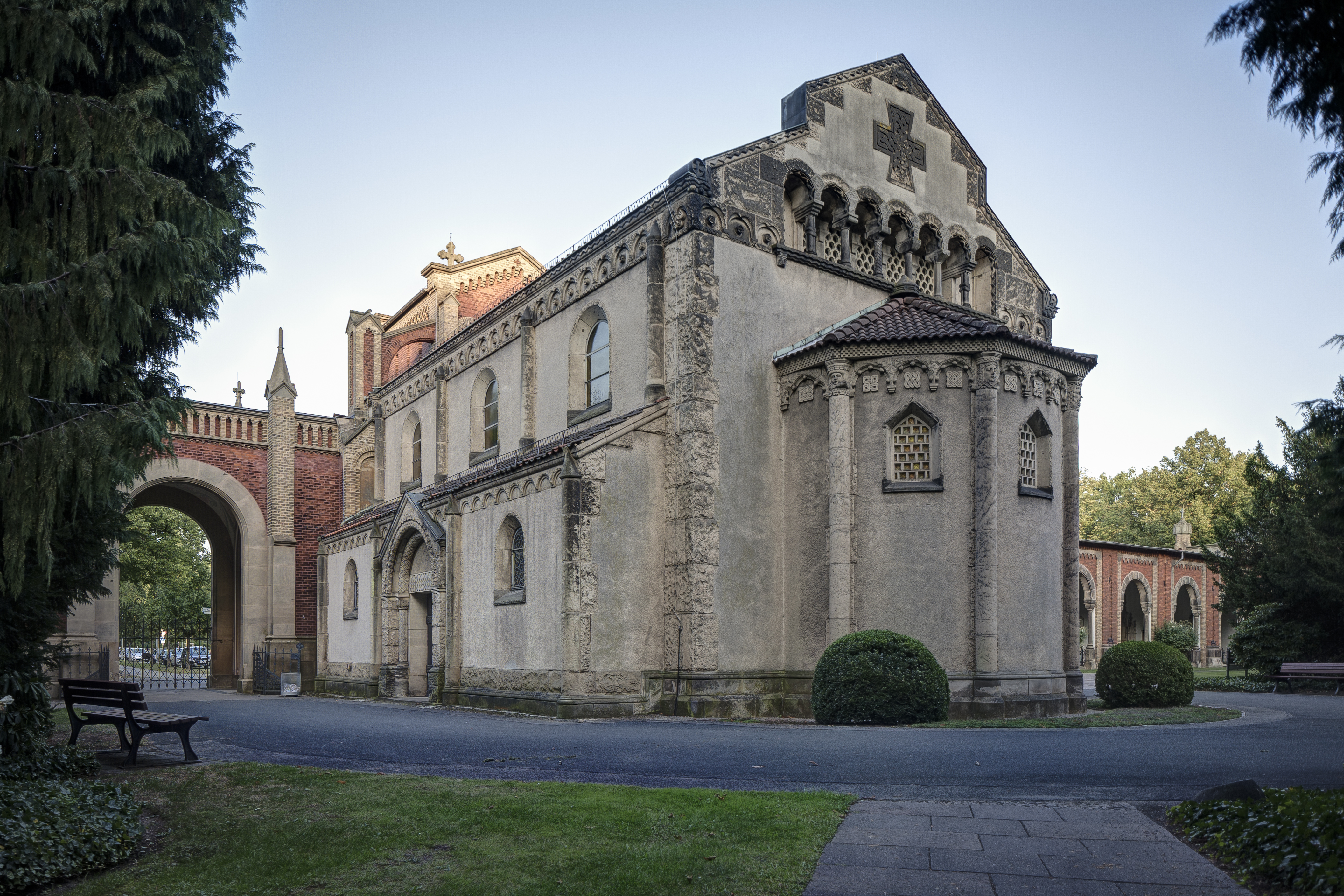
Elsbeth Rommel schuf die Reliefs an der 1910 von Oskar Barnstorf errichteten Kapelle auf dem Stadtfriedhof Engesohde

Geboren in der Gründerzeit des Deutschen Kaiserreichs, ging Elsbeth Rommel 1895 zum Studium nach Berlin.
Bei der Ausgestaltung des damals noch im Bau befindlichen Neuen Rathauses in Hannover war Elsbeth Rommel die einzige Frau unter den beteiligten Künstlern. Sie erhielt den Auftrag, in den Jahren 1907 und 1908 für die großen Nischen in der Südhalle, den heutigen Gartensaal, für ein Honorar von jeweils 2200 Mark vier Figuren zu schaffen, die symbolhaft die Umgebung des Neuen Rathaus repräsentieren sollten;
- eine Gärtnerin – für den Maschpark;
- einen Schäfer – für die seinerzeit umliegenden Wiesen;
- einen Ruderer – für den sommerlichen Wassersport;
- eine Schlittschuhläuferin – für den Wintersport auf den Eisflächen.[1]

Die vier Figuren haben sich nicht erhalten.
Ebenfalls für das Neue Rathaus fertigte sie Skizzen mit Modellen von „[...] vier knieenden Figuren mit Füllhörnern für die Öffnungen der ovalen Treppenhäuser“, mit denen offenbar die Wendeltreppen im großen Kuppelsaal des Gebäudes gemeint waren – und konnte schließlich auch zwei dieser Modelle in Stein ausführen.
Zu Rommels frühen Arbeiten zählen zudem die Reliefs an der 1910 von dem Architekten Oskar Barnstorf gebauten neuromanischen Kapelle auf dem Stadtfriedhof Engesohde.
In der Egestorffschule Hannover, Petristraße 4 im hannoverschen Stadtteil Linden-Süd, findet sich eine Büste des Namensgebers der Schule, Georg Egestorff, aus der Hand Elsbeth Rommels.

## Archivalien
An Archivalien zu Elsbeth Rommel finden sich beispielsweise 
- im Stadtarchiv Hannover die Protokolle HR 13, Nr. 113
  - zu den Figuren im heutigen Gartensaal vom 9. März 1908 sowie vom 22. Mai 1908;
  - zu den Figuren mit Füllhörnern für die Öffnungen der ovalen Treppenhäuser vom 5. August 1908 und vom 31. Oktober 1908.[1]